# 神明神社 (和歌山市)
神明神社（しんめいじんじゃ）は、和歌山県和歌山市にある神社である。

## 祭神
主祭神は天照皇大神。配祀神が豊受皇大神。

## 歴史
社伝に、古くは吹上の山に鎮座させられ、天正十三（一五八五）年豊臣秀吉来り、「当国平安利運長久のためなればとて表指の鎬矢に願書を添えてぞ納めける」とある。